# عبدالعزیز مجرشی
عبدالعزیز مجرشی (انگلیسی: Abdulaziz Majrashi؛ زادهٔ ۲۱ ژوئیهٔ ۱۹۹۱) یک ورزشکار اهل عربستان سعودی است.
از باشگاه‌هایی که در آن بازی کرده‌است می‌توان به باشگاه فوتبال الوحده عربستان سعودی اشاره کرد.